# Megapodius laperouse
El talégalo de las Marianas o telégala de las Marianas (Megapodius laperouse) es una especie de ave galliforme de la familia Megapodiidae, actualmente clasificada como en peligro de extinción. Este ave es endémica de las islas Marianas y Palaos, habitando principalmente en islas volcánicas y bosques costeros.

## Distribución y hábitat
Originalmente, esta especie estaba distribuida en varias islas del Pacífico occidental. Actualmente, su población está limitada a unas pocas islas como Sarigan, Saipán y Aguiján en las Marianas, y en Palaos. Su hábitat principal incluye bosques de caliza nativa y densas arboledas de cocoteros. La pérdida de hábitat por la agricultura y el desarrollo humano ha sido un factor crítico en su declive poblacional.

## Amenazas
Las principales amenazas incluyen la pérdida de hábitat por actividades humanas, el impacto de especies invasoras como la serpiente arbórea marrón (Boiga irregularis), y fenómenos naturales como tifones y erupciones volcánicas. Adicionalmente, el cambio climático y el aumento del nivel del mar amenazan sus áreas de anidación.

## Taxonomía
Se reconocen dos subespecies:
- M. laperouse senex Hartlaub, 1868: Habita en Palaos.
- M. laperouse laperouse Gaimard, 1823: Restringida a las islas del norte de las Marianas.[5]

## Conservación
Se han implementado programas de conservación que incluyen reintroducción en algunas islas y monitoreo de poblaciones. La erradicación de depredadores invasores ha mostrado resultados prometedores en ciertas localidades como Sarigan.